# Twicetagram
twicetagram é o primeiro álbum de estúdio do grupo feminino sul-coreano TWICE. Ele foi lançado digital e fisicamente em 30 de outubro de 2017 pela JYP Entertainment e distribuído pela Genie Music. O nome Twicetagram é o mesmo que o nome de usuário da conta oficial do Instagram do TWICE que elas abriram em julho de 2015.
A faixa-título "Likey" foi composta por Black Eyed Pilseung e Jeon Gun. É a quarta colaboração do grupo com Black Eyed Pilseung. Vários compositores participaram do álbum, incluindo as integrantes coreanas do TWICE, como letristas a ex-integrante do Wonder Girls, Hyerim, que co-compôs a oitava faixa intitulada "Look at Me".O álbum vendeu 320 mil e 389 cópias na Gaon, 159 mil e 846 na Hanteo e 50 mil e 426 na Oricon. 
O repack do álbum, Merry & Happy, onde adicionaram duas músicas novas, Heart Shaker e Merry & Happy, foi lançado no dia 11 de Dezembro. O repack vendeu 165 mil cópias na Gaon e 64 mil cópias na Hanteo. Somados, Twice vendeu 485 mil e 389 cópias na Gaon e 223 mil e 846 na Hanteo. O álbum se tornou o álbum feminino mais vendido em toda a história da Gaon.

## Antecedentes e lançamento
Foi revelado no início de setembro de 2017 que TWICE filmou um novo videoclipe no Canadá. No dia 25 de setembro, a JYP Entertainment confirmou que o grupo lançaria um novo álbum coreano no final de outubro, embora a data exata ainda estivesse indecisa. Em 15 de outubro, um trailer surpresa para o próximo álbum foi mostrado aos fãs durante o segundo dia de fan meeting do grupo - uma comemoração do aniversário de dois anos de sua estréia. Foi anunciado oficialmente no dia seguinte que o retorno foi programado para ser lançado em 30 de outubro com o primeiro álbum completo do TWICE chamado Twicetagram e sua faixa-título intitulada "Likey". Quatro dias depois, o primeiro teaser imagem foi postado online com as integrantes do grupo que parecem estar curtindo uma festa em um lugar cheio de balões.
Twicetagram contém treze músicas, incluindo músicas escritas por algumas integrantes do TWICE. Uma olhada em duas músicas do álbum intituladas "Turtle" (거북이) e "Having You" (널 내게 담아) e parte da narração da integrante Sana em uma faixa não-revelada foram apresentadas pela primeira vez em 20 de outubro.
O álbum, juntamente com o videoclipe para o single principal, foi oficialmente lançado em 30 de outubro. Também foi lançado como download digital em vários sites de música.
Em 11 de dezembro, TWICE lançou uma versão natalina repaginada de Twicetagram, intitulada "Merry & Happy". No álbum, além das faixas já contidas na versão original, vieram duas novas músicas inéditas: a faixa título "Heart Shaker" e "Merry & Happy" escrita por Park Jinyoung.

## Promoções
Em 10 de outubro de 2017, foi anunciado que o TWICE filmaria um episódio do Weekly Idol como o início de suas atividades em escala completa para o álbum.

## Lista de faixas
| N.º            | Título                                                     | Letras                                      | Música                                      | Duração |  |
| 1.             | "Likey"                                                    | Black Eyed Pilseung Jeon Gun                | Black Eyed Pilseung Jeon Gun                | 3:29    |  |
| 2.             | "Turtle" (거북이; Geobugi)                                 | Jeong Ho-hyun (e.one)                       | Jeong Ho-hyun (e.one)                       | 3:19    |  |
| 3.             | "Missing U"                                                | earattack Dahyun Chaeyoung                  | earattack                                   | 3:01    |  |
| 4.             | "Wow"                                                      | Mafly Ponde Lee Mi-so Kako                  | Pop Time Kriz                               | 3:02    |  |
| 5.             | "FFW"                                                      | Kigen Assbrass                              | Reign Write NAOtheLAIZA                     | 3:47    |  |
| 6.             | "Ding Dong"                                                | Jowul                                       | Risto Asikainen Antti Hynninen              | 3:33    |  |
| 7.             | "24/7"                                                     | Nayeon Jihyo                                | Daniel Caesar Ludwig Lindell Cazzi Opeia    | 3:37    |  |
| 8.             | "Look at Me" (날 바라바라봐; Nal Barabarabwa)              | Frants Hyerim                               | Frants Hyerim                               | 3:14    |  |
| 9.             | "Rollin"                                                   | earattack Yooki                             | earattack Fox Stevenson                     | 3:12    |  |
| 10.            | "Love Line"                                                | Jeongyeon                                   | Darren Smith Tammy Infusino                 | 3:18    |  |
| 11.            | "Don't Give Up" (힘내!; Himnae!)                           | Chaeyoung                                   | Chris Wahle Thomas Harsem Andreas Ohrn      | 2:59    |  |
| 12.            | "Having You" (널 내게 담아; Neol Naege Dama)               | Jeong Ho-hyun (e.one) Choi Hyun-jun (e.one) | Jeong Ho-hyun (e.one) Choi Hyun-jun (e.one) | 3:30    |  |
| 13.            | "Sleep Tight, Good Night" (잘자요 굿나잇; Jaljayo Gunnait) | Kevin Oppa (mr. cho)                        | Kevin Oppa (mr. cho)                        | 4:22    |  |
| Duração total: | Duração total:                                             | Duração total:                              | Duração total:                              | 42:23   |  |

| Faixas inéditas de Merry & Happy |                 |                |                                       |         |  |
| N.º                              | Título          | Letras         | Música                                | Duração |  |
| 1.                               | "Heart Shaker"  | Galactika      | David Amber Sean Alexander            | 3:07    |  |
| 2.                               | "Merry & Happy" | Park Jin-young | Joe Lawrence Dawn Elektra Sam Hocking | 3:13    |  |

## Histórico de lançamento
| Versão        | Região | Data                   | Formato(s)           | Gravadora(s)                  | Ref           |
| ------------- | ------ | ---------------------- | -------------------- | ----------------------------- | ------------- |
| Twicetagram   |        | 30 de outubro de 2017  | Download digital, CD | JYP Entertainment Genie Music | [ 16 ] [ 17 ] |
| Twicetagram   | Mundo  | 30 de outubro de 2017  | Download digital, CD | JYP Entertainment Genie Music | [ 16 ] [ 17 ] |
| Merry & Happy |        | 11 de dezembro de 2017 | Download digital, CD | JYP Entertainment Genie Music | [ 18 ] [ 19 ] |
| Merry & Happy | Mundo  | 11 de dezembro de 2017 | Download digital, CD | JYP Entertainment Genie Music | [ 18 ] [ 19 ] |